# نيشي-كو
نيشي-كو (باليابانية: 西区) هو حي في اليابان، يقع في كوبه، بلغ عدد سكانه 243,343 نسمة وذلك حسب إحصائيات سنة 2017، تبلغ مساحته 137.82 كيلومتر مربع.

## أعلام
- أراتا فوروتا